# Bayerische Creme

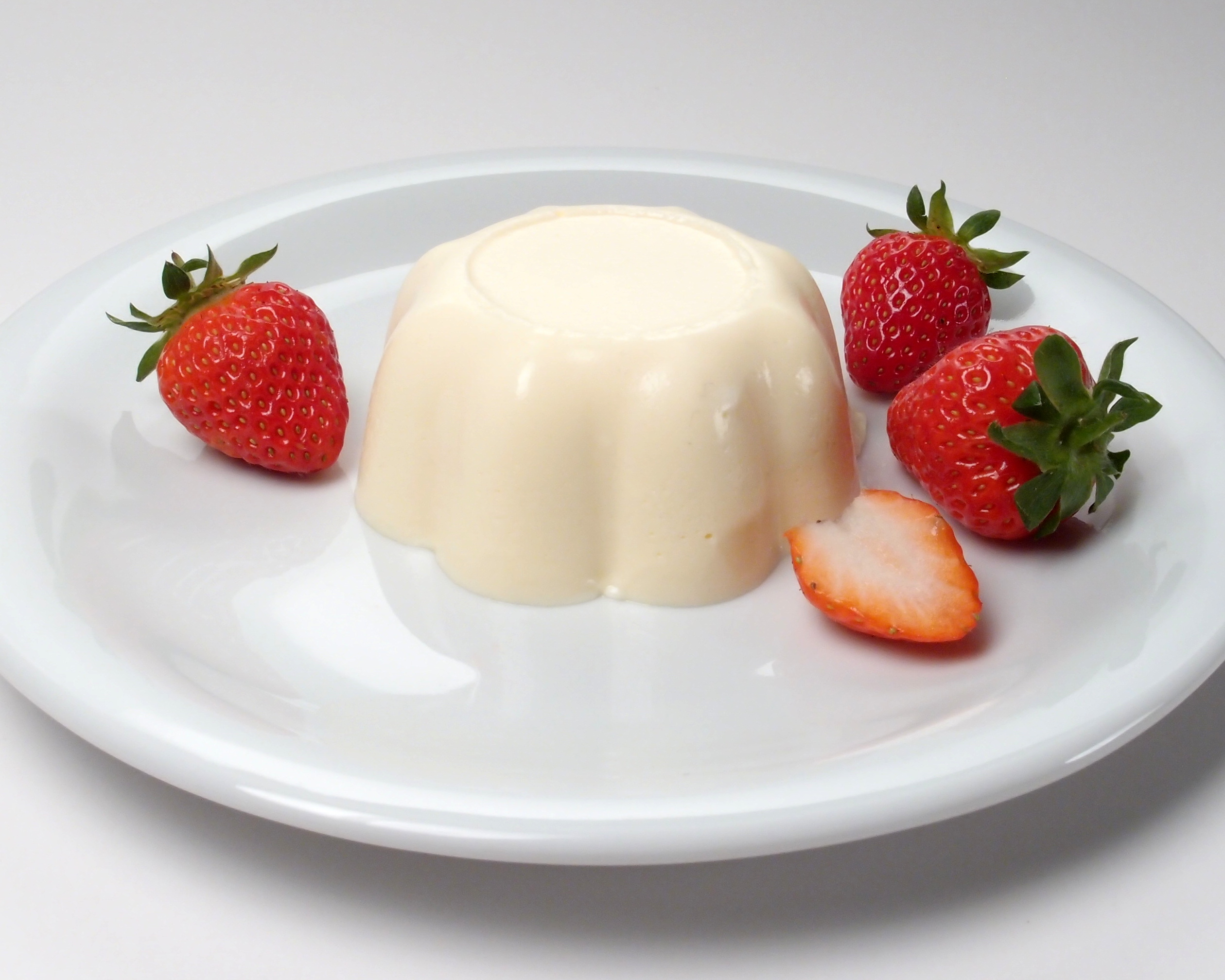
Bayerische Creme mit Erdbeeren

Bayerische Creme, auch Crème bavaroise, Bayerisch Krem oder gesulzte Creme, ist eine Creme aus Milch, Eigelb, Zucker und Schlagsahne, die mit Gelatine gebunden und im Normalfall mit Vanille aromatisiert wird. Sie dient zur Zubereitung von Torten und Desserts, zum Beispiel der Charlotte russe. Bayerische Creme enthält Milch und Sahne zu gleichen Teilen und ist damit den Sahnecremes zuzurechnen. In welcher Beziehung sie zum Lande Bayern steht, ist unklar. Es gibt jedoch Anhaltspunkte, dass das Rezept der auf Bairisch „Rahmsulz“ genannten Speise im Zuge der Eheschließung der bayerischen Prinzessin Elisabeth mit dem französischen König Karl VI. bereits Ende des 14. Jahrhunderts nach Frankreich gelangte.

## Zubereitung
Zur Zubereitung werden Eigelb und Zucker gut verrührt und dann die Milch warm dazugegeben, in der vorher eine Vanilleschote ausgezogen wurde. Die Mischung wird zur Rose abgezogen, das heißt vorsichtig erhitzt, ohne aufzukochen, bis sie abbindet. Dann wird eingeweichte Gelatine in der heißen Creme aufgelöst und diese abgekühlt, bis die Gelierung einsetzt (vor dem Abkühlen kann die Creme auch noch passiert werden). Wenn die Creme zu gelieren beginnt, wird die geschlagene Sahne untergehoben.
Danach muss die Creme langsam abkühlen und mehrere Stunden lagern, damit sie fest wird. Zur Ausbildung einer festen Konsistenz sind mindestens 4–6 Stunden notwendig, besser 10–14 Stunden. Die Endfestigkeit von bayerischer Creme lässt sich leicht durch die Dosierung der Gelatine beeinflussen. Wie fest die Creme sein soll, hängt davon ab, wie man sie weiterverwenden möchte. Soll sie gestürzt werden, benötigt man zum Beispiel eine festere Creme, als wenn man sie im Glas serviert.

## Varianten
Das Grundprinzip eines Gelees mit untergehobener Schlagsahne bildet den Ausgangspunkt für eine große Vielfalt an Varianten. Durch Zugabe von geschmolzener Schokolade erhält man Schokoladencreme, mit Instantkaffee Mokkacreme, mit gerösteten und geriebenen Nüssen Nusscreme (alle diese Zutaten werden vor dem Unterheben der Sahne zugegeben). Außerdem kann man anstelle von Milch auch Wein, Most oder Fruchtsaft als Flüssigkeit einsetzen.
Vor allem in der älteren Literatur wird „bayerische Creme“ als Oberbegriff für alle Gelees mit untergehobener Schlagsahne verstanden, ohne dass die milch- oder rahmbasierte Vanillecreme besonders hervorgehoben wird – so beispielsweise bereits bei Carême 1815, später Rottenhöfer 1858 und Brunfaut 1891. Escoffier unterscheidet noch 1907 gleichberechtigt zwischen Bavaroise à la Crème als Grundlage für Vanille-, Nuss-, Kaffee-, Schokoladen- und andere Cremes und Bavaroise aux Fruits auf Basis verschiedener Fruchtpürees. Die Vorstellung von „der“ bayerischen Creme, wie sie in modernen Lehr- und Nachschlagewerken dargestellt wird, hatte sich damals offenbar noch nicht herausgebildet.

## Geschichte
Wann und von wem Gelee und Schlagsahne zuerst zur bayerischen Creme verbunden wurden, ist nicht genau bekannt. Die erste schriftliche Erwähnung der Rezeptur ebenso wie des Namens findet sich bei dem berühmten französischen Koch Marie-Antoine Carême, der in seinem 1815 veröffentlichten Pâtissier royal parisien insgesamt 32 « fromages bavarois » aufzählt, darunter Rezepte mit Haselnuss, Kaffee, Tee, Karamell und Vanille, vier „frühlingshafte“ Varianten mit Blütenduft sowie zehn fruchtbasierte Cremes mit Erdbeeren, Himbeeren, Johannisbeeren usw. Auch der in London arbeitende und publizierende Franzose Louis Eustache Ude nennt in seinem French Cook (1815) acht verschiedene Rezepte für “fromages à la glace” – in späteren Ausgaben ergänzt er den Namen: “fromages à la glace, or fromages bavarois”. Den Rezepten von Carême und Ude ist gemein, dass keines davon Eier enthält.
In deutschsprachigen Kochbüchern erscheint bayerische Creme im Laufe des 19. Jahrhunderts. Das Lindauer Kochbuch von Christine Charlotte Riedl nennt bereits 1852 eine „gestürzte Vanillecreme“, die vollkommen dem modernen Verständnis einer Bavaroise auf Milchbasis und mit Eigelb entspricht, dazu Varianten mit Mandeln, Kaffee, Likör, Schokolade, Erdbeeren, Himbeeren und Aprikosen. Johann Rottenhöfer führt dann in seinem später oft aufgelegten, einflussreichen Kochbuch 1858 ein Kapitel: „Von den gestürzten Rahm-Schnee-Crêmes – Des fromages ou Crêmes Bavaroises“ mit zwölf Rezepten mit Vanille, Orangenblüte, Haselnüssen, Schokolade, Maraschino, verschiedenen Früchten usw. Auch in der 17. Auflage von Sophie Wilhelmine Scheiblers Kochbuch finden sich 1866 zahlreiche Bavaroisen, während beispielsweise die 1823 erschienene 5. Auflage weder dem Namen noch dem Rezept nach diese kennt.
Als Bindemittel wird in den älteren Rezepten meist noch Hausenblase genannt, teilweise auch ausgekochte Kalbsfüße oder Schwarte und Gelatine. Erst in neuerer Zeit setzte sich Gelatine dank verbesserter Fertigungsmethoden als geschmacksneutrales Kollagen für feine Cremes durch.